# Barnaby River
Barnaby River är ett vattendrag i Kanada.   Det ligger i provinsen New Brunswick, i den östra delen av landet, 800 km öster om huvudstaden Ottawa.
I omgivningarna runt Barnaby River växer i huvudsak blandskog. Runt Barnaby River är det mycket glesbefolkat, med 2 invånare per kvadratkilometer.